# Tibor Bokros
Tibor Bokros (sinh 28 tháng 8 năm 1989) là một cầu thủ bóng đá Hungary hiện tại thi đấu cho Balmazújváros mượn từ Debreceni VSC.